# Knox (Schiff)
Die USS Knox (DE/FF-1052) war das Typschiff der Knox-Klasse, bis zum 1. Juli 1975 als Geleitzerstörer, danach als U-Jagd-Fregatte klassifiziert. Sie stand von 1969 bis 1992 im Dienst bei der United States Navy. Sie war das zweite Schiff, das auf den Namen Knox getauft wurde und das erste Schiff, das nach Commodore Dudley Wright Knox benannt wurde.

## Geschichte
Die Kiellegung der Knox erfolgte am 5. Oktober 1965 bei Todd Pacific Shipyards in Seattle, Washington. Getauft von der Enkeltochter des Namensgebers, lief das Schiff am 19. November 1966 vom Stapel. Die Indienststellung bei der Navy erfolgte jedoch erst zweieinhalb Jahre später, am 12. April 1969.
Nach den Erprobungsfahrten vor der kalifornischen Küste wurde die Knox im Dezember 1969 zu ihrem neuen Heimathafen Pearl Harbor verlegt. In den folgenden Jahren unternahm sie mehrere ausgedehnte Fahrten im Pazifik. 1972 ging sie das erste Mal zur Überholung ins Dock. Von August bis Dezember 1973 nahm sie an umfangreichen Sonartests vor Hawaii teil, im September 1974 wurde sie vor die Küste Vietnams verlegt, wo sie für neun Monate im Einsatz blieb. Ende April 1975 nahm sie an der Evakuierung Saigons teil. Im Sommer 1975 war das Schiff Gaststar der Fernsehserie Hawaii Fünf-Null, im Anschluss wurde es bis Oktober 1976 zum zweiten Mal überholt. Im August 1977 wurde die Fregatte als Teil der 7. Flotte nach Yokosuka verlegt. In den folgenden Jahren unternahm sie mehrere langandauernde Fahrten und besuchte unter anderem Neuseeland und Australien.
Am 14. Februar 1992 wurde die Knox nach knapp 23 Jahren Dienstzeit ausgemustert und nach Bremerton geschleppt. Bis 2003 war geplant, sie als Museumsschiff zu erhalten. Stattdessen wurde die Knox am 7. August 2007 als Zielschiff vor Guam versenkt.